# Divna Ljubojević
Divna Ljubojević (em sérvio:  Дивна Љубојевић), às vezes chamada apenas pelo primeiro nome, ou seja, Divna, é uma cantora e maestrina sérvia de música sacra cristã ortodoxa de várias línguas; ela é um dos fundadores (ao longo de um grupo de seus amigos), o maestro e diretor artístico do Melodi conjunto (sérvio: Мелоди, "(the) Melodists"), um "coral e estúdio de música espiritual". Lykourgos Angelopoulos, professora da Escola de Canto Bizantino do Conservatório de Atenas, fundadora e diretora do coro bizantino grego, a descreveu como uma das vozes mais puras que já ouviu.

## Vida
Ljubojević nasceu em 1970 em Belgrado, Sérvia, então parte da República Socialista Federal da Iugoslávia. Estudou na Escola de Música Mokranjac e também se formou na Academia Musical Novi Sad. Ela praticou no Vavedenje (sérvio: Ваведење Пресвете Богородице Mosteiro da Apresentação de Nossa Senhora), perto de Belgrado, onde treinada pelas irmãs, ela adquiriu o estilo único derivado do canto de Karlovatz.

## Carreira
Em 1988, Ljubojević começou a reger o coro Mokranjac. Também conduziu a Primeira Sociedade de Canto de Belgrado entre 1989 e 1991, tornando-se o maestro mais jovem de sua história. Ljubojević também foi professora ativa de canto de igreja e coral na França, Holanda e Inglaterra. Em 1991, ela fundou o grupo Melodi, composto por 10 cantores. Hoje Ljubojevic e Melodi são artistas de música popular, com turnês musicais em muitos lugares do mundo, mas principalmente na Europa Oriental e Ocidental; eles deram mais de 600 concertos na Europa.

## Discografia Selecionada
- Liberações locais
  - Аксион естин - ie Axion Estin, mosteiro de Vavedenje, 1996
  - Достојно јест - ie Axion Estin, mosteiro de Vavedenje, 1999
  - Живоносни источник - ie Zoodochos Pege, Mosteiro de Vavedenje, 2000
  - Мелоди - ie Melodi, mosteiro de Vavedenje, 2001
  - Славословије - ie Doxologia, Mosteiro de Vavedenje, 2002
  - Литургија у манастиру Ваведење (Божанствена Литургија Св. Јована Златоустог) - ie Liturgia no mosteiro de Vavedenje ( Divina Liturgia de São João Crisóstomo ), 2004
  - Концерти - ie Concerts, 2006
  - Христос Воскресе - ie Christ has risen, 2007
  - Христос се роди - ie, Christ is born, Mosteiro de Vavedenje, 2008
  - Огледало - ie The Mirror, 2008
- Lançamentos internacionais
  - Mystères Bizantins - ie Byzantine Mysteries, 2004
  - La Divine Liturgie de Saint Jean Chrisostome - ie A Divina Liturgia de São João Crisóstomo, 2005
  - Divna en concert. Théâtre des Abbesses, Paris - ie Divna em concerto. Teatro Abbesses, Paris 2006
  - La Gloire de Byzance - ie A glória de Bizâncio, com Lykourgos Angelopoulos e o coro bizantino grego, 2006
  - Lumières du Chant Byzantin - ie Luzes do Canto Bizantino, 2008
  - Éternel Byzantin - ie Bizantino Eterno, 2009
  - L'âme du chant orthodoxe - ie A alma do canto ortodoxo, 2011
  - In Search of Divine Light, Valley Entertainment 2014[10]

- Lançamentos de terceiros
  - FACT 253 - DJ Mix, por Current 93 - faixa 5: Agne Parthene, 2011